# Günter Verheugen
Günter Verheugen (28 de abril de 1944, Bad Kreuznach, Renânia-Palatinado) é um político, jornalista e professor universitário  alemão.
Foi o Comissário Europeu para o Alargamento de 1999 a 2004 (Comissão Prodi), e Comissário Europeu para as Empresas e Indústria de 2004 a 2010 (Comissão Barroso I).